# 海地船民
海地船民，是指在加勒比海乘小艇流亡鄰國的海地人，主要目的地是美國，少數前往巴哈馬。
關於難民乘船逃離海地到美國的第一次報告始於1972年。在1980年的马列尔事件中，許多海地船民加入了從古巴到美國避難的流亡者。1972年至1981年間，約有 55,000名船民抵達佛羅里達州，但許多人逃脫了美國的偵查，因此這個數字可能約為100,000人。
1980 年代，約有50,000人在巴哈馬登陸。1981年之前，所有由海地進入美國的人都被拘留，如果不被視為政治難民，則被遣送海地。1981年之後，所有被美國海岸防衛隊攔截的海地難民都被立即送回海地。1991年海地政治動蕩之後，大約有40,000名船民試圖航行到美國。許多人被拘留在關塔那摩灣，在那裡他們接受了面談，看看他們是否正在尋求政治庇護。許多人後來獲得庇護。 